# Fenbendazol
Fenbendazol ist ein Breitband-Anthelminthikum aus der Gruppe der Benzimidazole. Es wird in der Veterinärmedizin als Mittel gegen Endoparasiten eingesetzt. Auch Kombinationspräparate mit Praziquantel sind verfügbar.

## Wirkungsmechanismus
Fenbendazol besitzt ein breites Wirkungsspektrum gegen Fadenwürmer (Nematoden) und Bandwürmer (Cestoden). Es wirkt relativ langsam, so dass eine genügend lange Kontaktzeit zum Wurm gewährleistet sein muss. Bei Tieren mit schneller Darmpassage (Fleischfresser) wirkt das Mittel daher weniger gut.
Wie alle Benzimidazole bindet sich Fenbendazol an Tubulin, einer Proteinuntereinheit der Mikrotubuli, der Parasitenzelle (Mikrotubuliinhibitor). Dadurch kommt es zu einer Schädigung des Zytoskeletts, wodurch intrazelluläre Transport und Synthesevorgänge gestört werden (vor allem Glucose-Transport und ATP-Synthese). Der Parasit verhungert förmlich und stirbt ab und wird mit dem Kot ausgeschieden. Durch Hemmung der Ausbildung des Spindelapparats und Störung des Stoffwechsels während der Embryogenese wirkt das Mittel auch gegen die Eizellen der Würmer (ovozid).
Bei Bandwürmern kommt es zu Schäden der Saugstrukturen, so dass sich die Parasiten nach vier bis acht Stunden von der Darmwand ablösen und schließlich über den Kot ausgeschieden werden.
Fenbendazol wird im Darm kaum resorbiert.
Das Mittel wirkt gegen alle relevanten Nematoden. Darüber hinaus ist es auch gegen einige Arten der Echten Bandwürmer (Gattungen Taenia und Moniezia), Leberegel, Trichinen und Giardien sowie gegen Encephalitozoon cuniculi wirksam.

## Kontraindikationen und Nebenwirkungen
Trächtige Tiere sollten mit Fenbendazol nicht behandelt werden, vor allem der Einsatz in der Frühträchtigkeit ist kontraindiziert. Bei Vögeln sollte es auch nicht während des Federwechsels (Mauser) eingesetzt werden.
Das Mittel ist sehr gut verträglich, selbst eine zehnfache Überdosierung bleibt meist symptomlos. Bei Haushund und Hauskatze kann selten Erbrechen als Nebenwirkung auftreten. Bei Haustauben können beim Einsatz in der Mauser Federbildungsschäden auftreten.

## Handelsnamen
- Monopräparate: Ascapilla +, Coglazol, Fenbendatat, Feligel (außer Handel), Fenbenol, Gallifen, Meranox, Orystor, Panacur, Pigfen, Verminth (außer Handel)
- Kombinationspräparate mit Praziquantel: aniprazol KH, Bihelminth mv, Caniquantel, Fenprasel, Fenquantel, Optivermin-Kombi, Prazifen-Kombi, Vermis-Ex, Worm Stop